# Árskógsströnd
Árskógsströnd – fragment zachodniego wybrzeża fiordu Eyjafjörður, na którym położone są miejscowości Litli-Árskógssandur i Hauganes. Wchodzi w skład gminy Dalvíkurbyggð.